# 기계 탈학습
기계 탈학습(機械脫學習,machine unlearning, 머신 언러닝)은 기계 학습된 정보를 일부러 망각하는 것이다. 틀린 정보나 배우지 않는 것이 적합한 정보(개인정보, 저작권 문제)를 삭제하는 기술이다.